# Sehenswürdigkeiten in Puerto de la Cruz

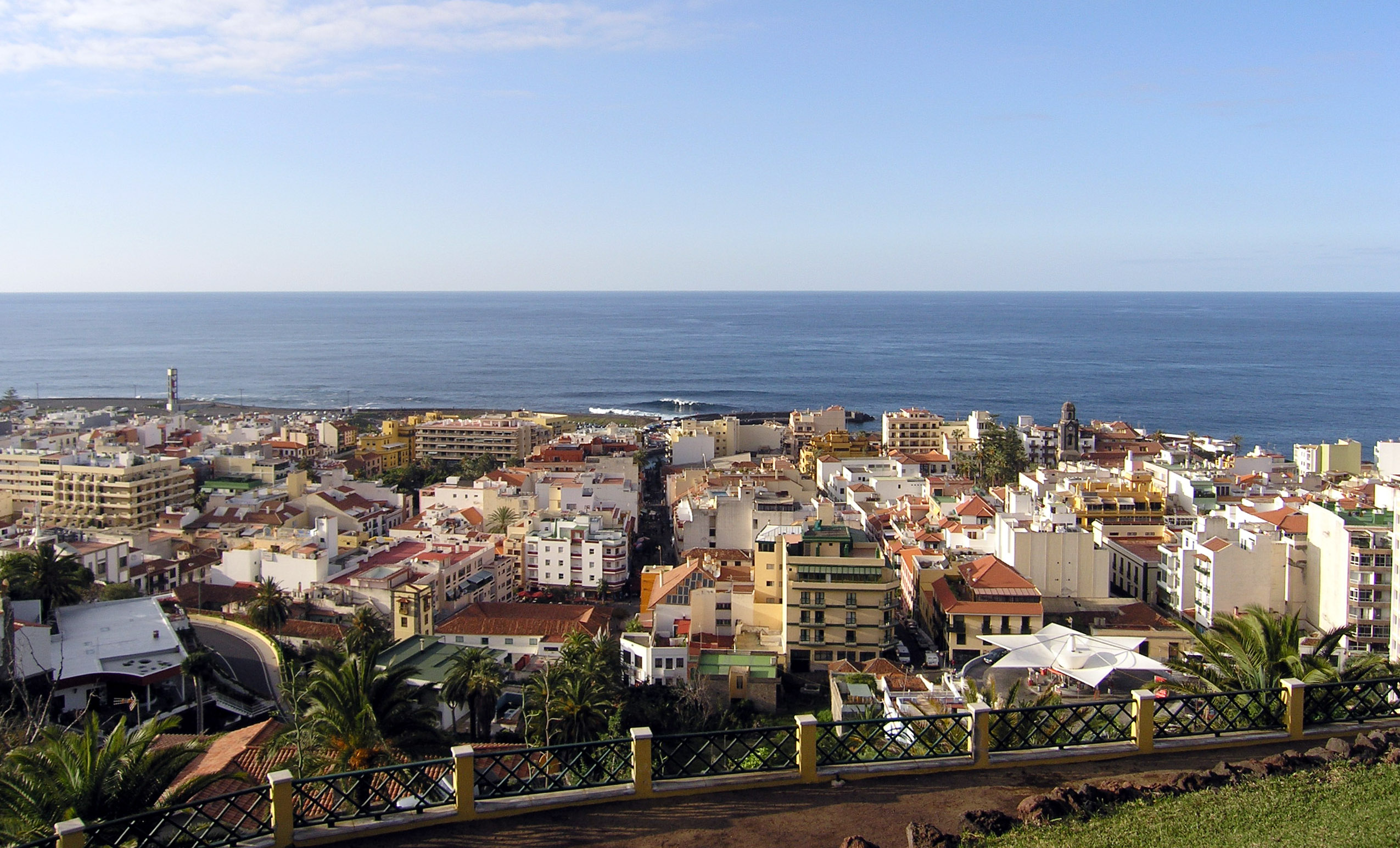
Blick über die Stadt, vom Taoro-Park aus

Die Sehenswürdigkeiten in Puerto de la Cruz bilden einen Zeitraum von über vier Jahrhunderten Bauhistorie und damit die stilistische Vielfalt der Stadt auf der spanischen Insel Teneriffa ab.

## Einrichtungen von touristischer Bedeutung

### Jardín Botánico

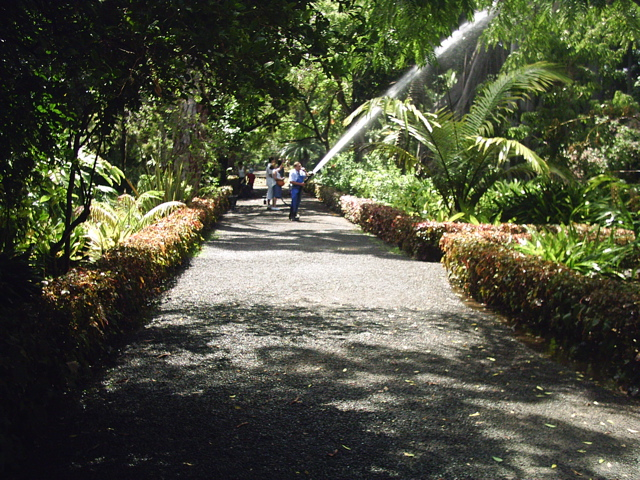
El Botánico

Der Botanische Garten war zwar nicht als touristische Einrichtung geplant, ist aber seit Jahrhunderten Anziehungspunkt für auswärtige Besucher. Der „Jardín de aclimatación de La Orotava“, wie der Garten heute noch heißt, liegt nicht in Orotava, sondern am südöstlichen Ortsrand von Puerto de la Cruz. Er wurde im Jahr 1788 im Auftrag des Königs Karl III. durch Alonso de Nava y Grimon VI. Marqués Villanueva del Prado angelegt. Der Ort wurde so gewählt, dass der Garten sich einerseits nahe am Hafen befand, um die Pflanzen aus Übersee nicht weit transportieren zu müssen. Andererseits sollte er auf einer Höhe von ca. 100 m über dem Meer liegen, an einer Stelle, an der genügend Wasser zur Verfügung stand. Als der Garten im Laufe der Zeit sehr verwahrlost war, wurde er nach 1860 durch die Anstrengungen des Schweizer Obergärtners Hermann Wildpret zu einem Garten mit internationalem Ansehen. Der Jardín Botánico steht heute unter der Leitung des Kanarischen Institutes für Landwirtschaftliche Forschung.

### Loro Parque

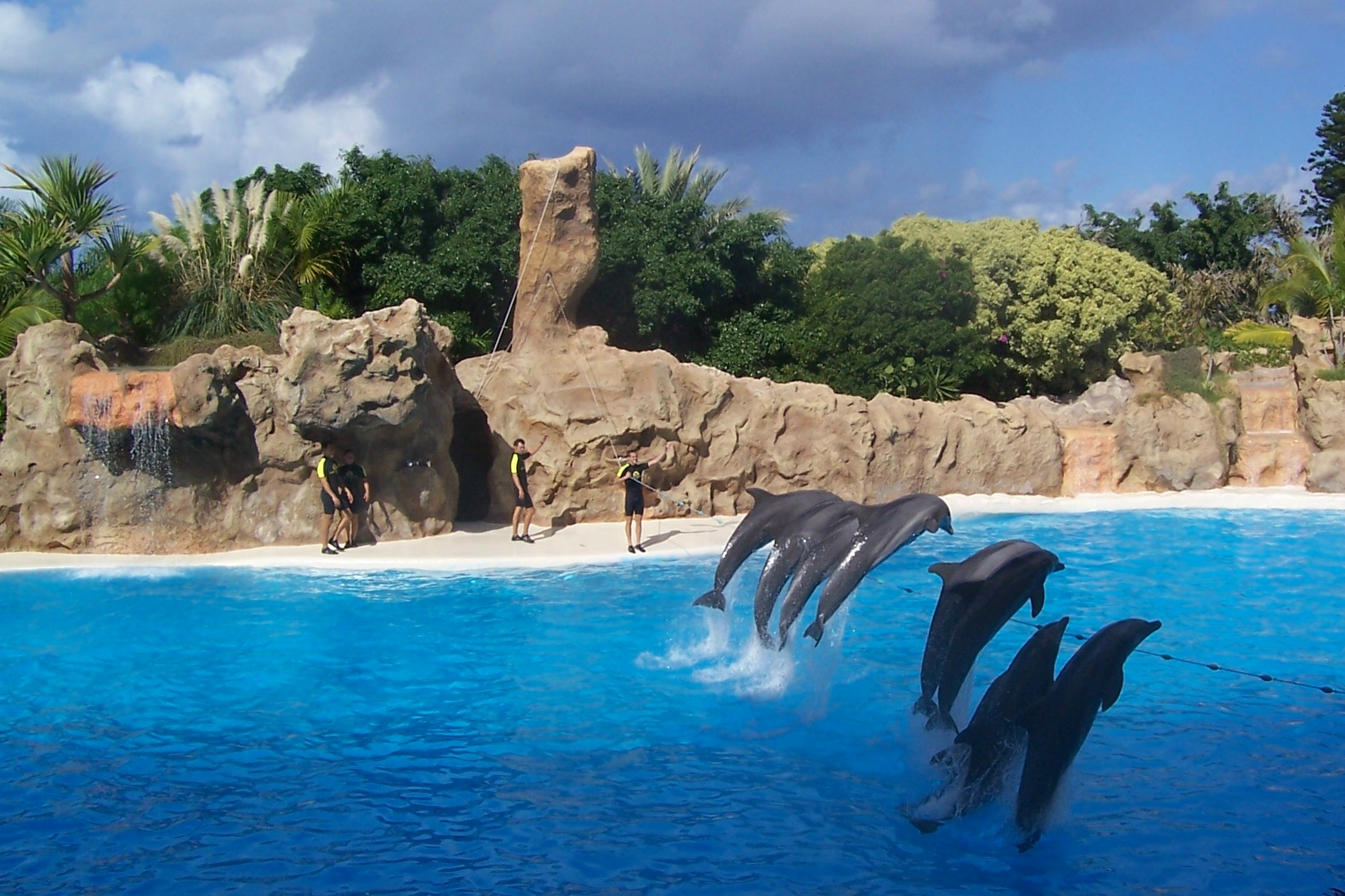
Delfinshow im Loro Parque

Der Tierpark „Loro Parque“ am westlichen Stadtrand von Puerto de la Cruz zeigt unter anderem Gorillas, weiße Tiger, Haie und Schildkröten. Höhepunkte des Parks sind neben der berühmten, namensgebenden Papageiensammlung die größte Delfinshow Europas und die größte Pinguinsammlung der Welt. Hier wurden unter anderem die Delfinaufnahmen am Anfang des Kinofilms „Per Anhalter durch die Galaxis“ aus dem Jahr 2005 gedreht. Seit Juni 2006 verfügt der Tierpark über ein großes Orca-Becken mit einem 3.000 Zuschauer fassenden Stadion.

### Plaza del Charco

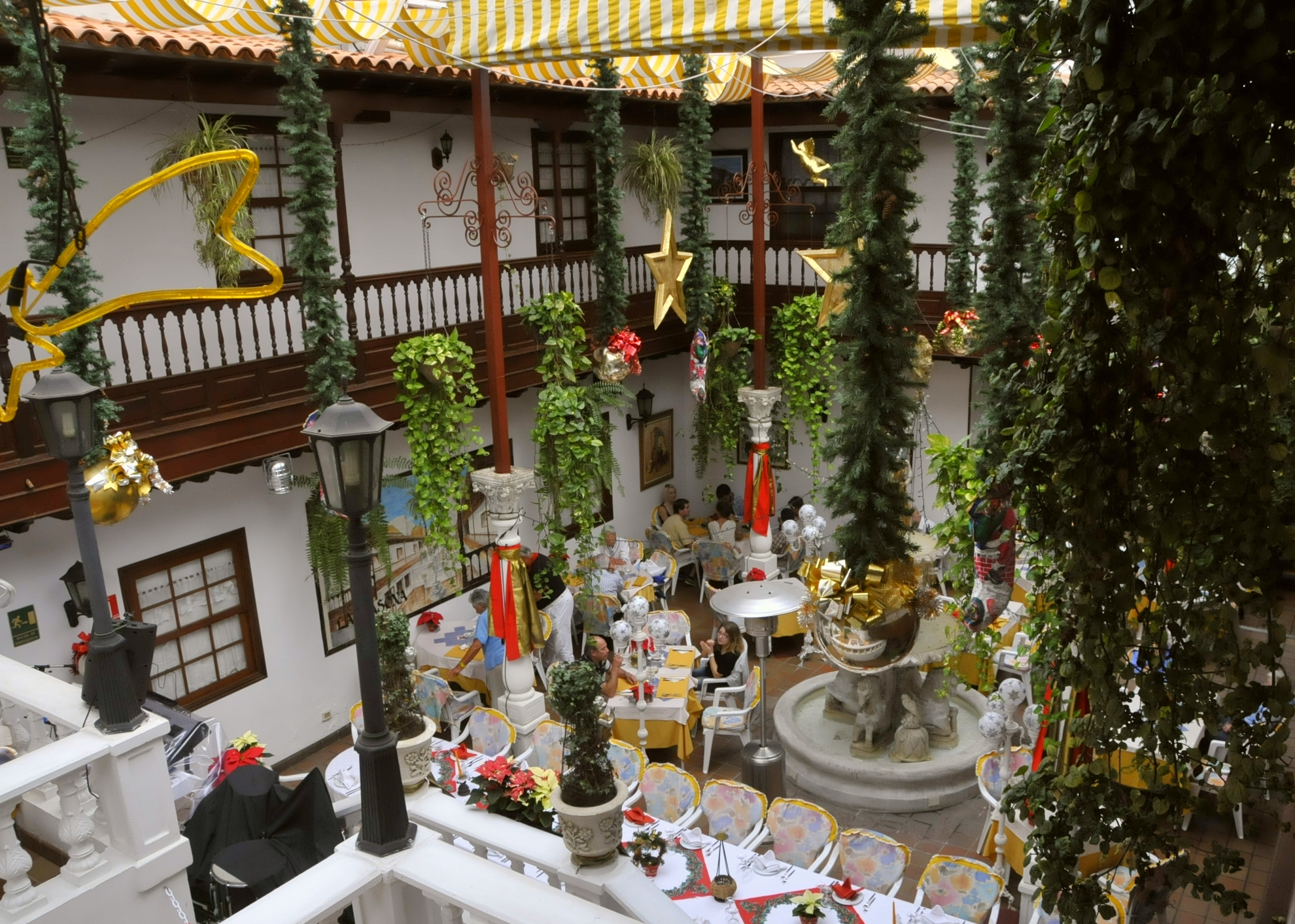
Innenhof eines Hauses an der Plaza del Charco

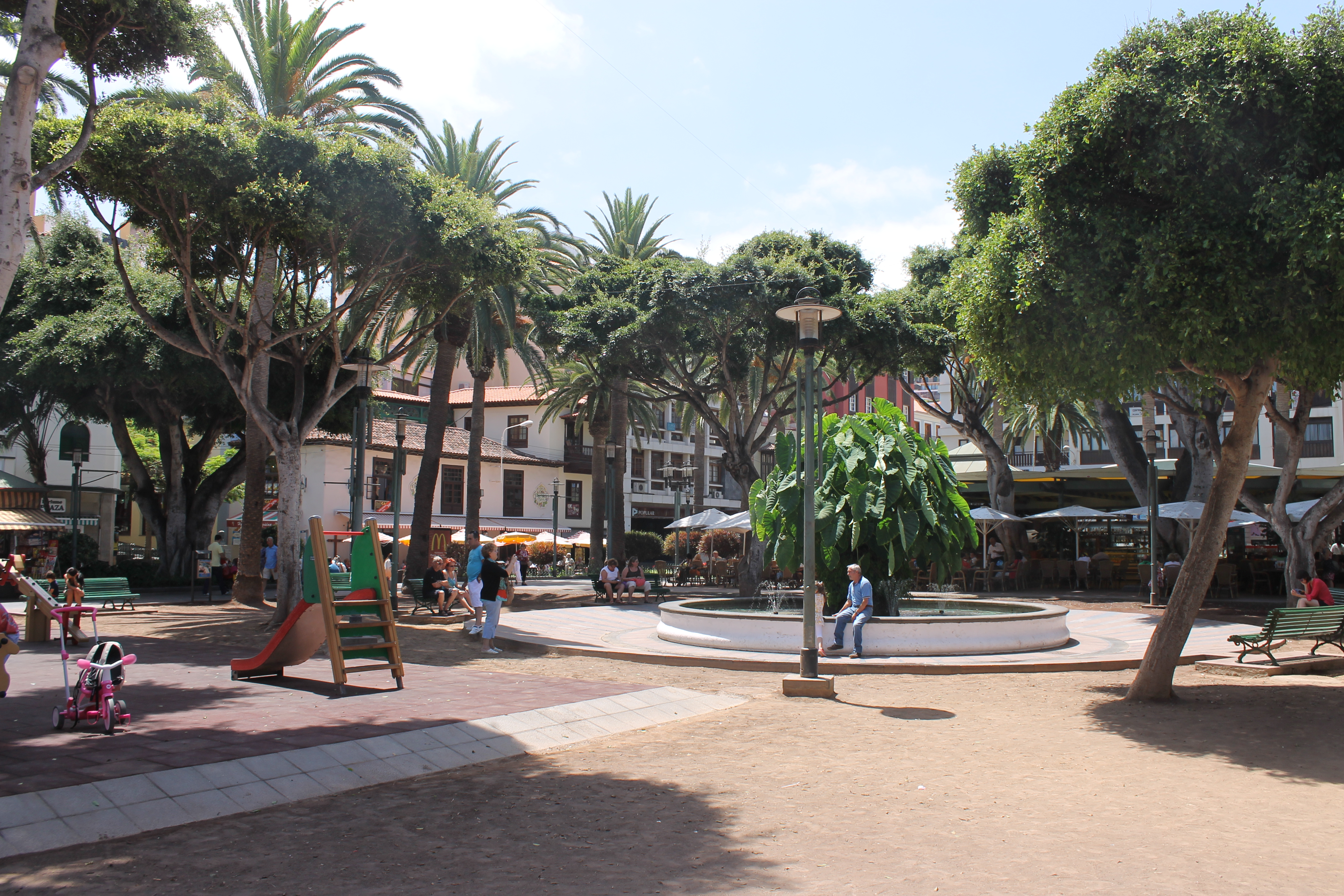
Plaza del Charco

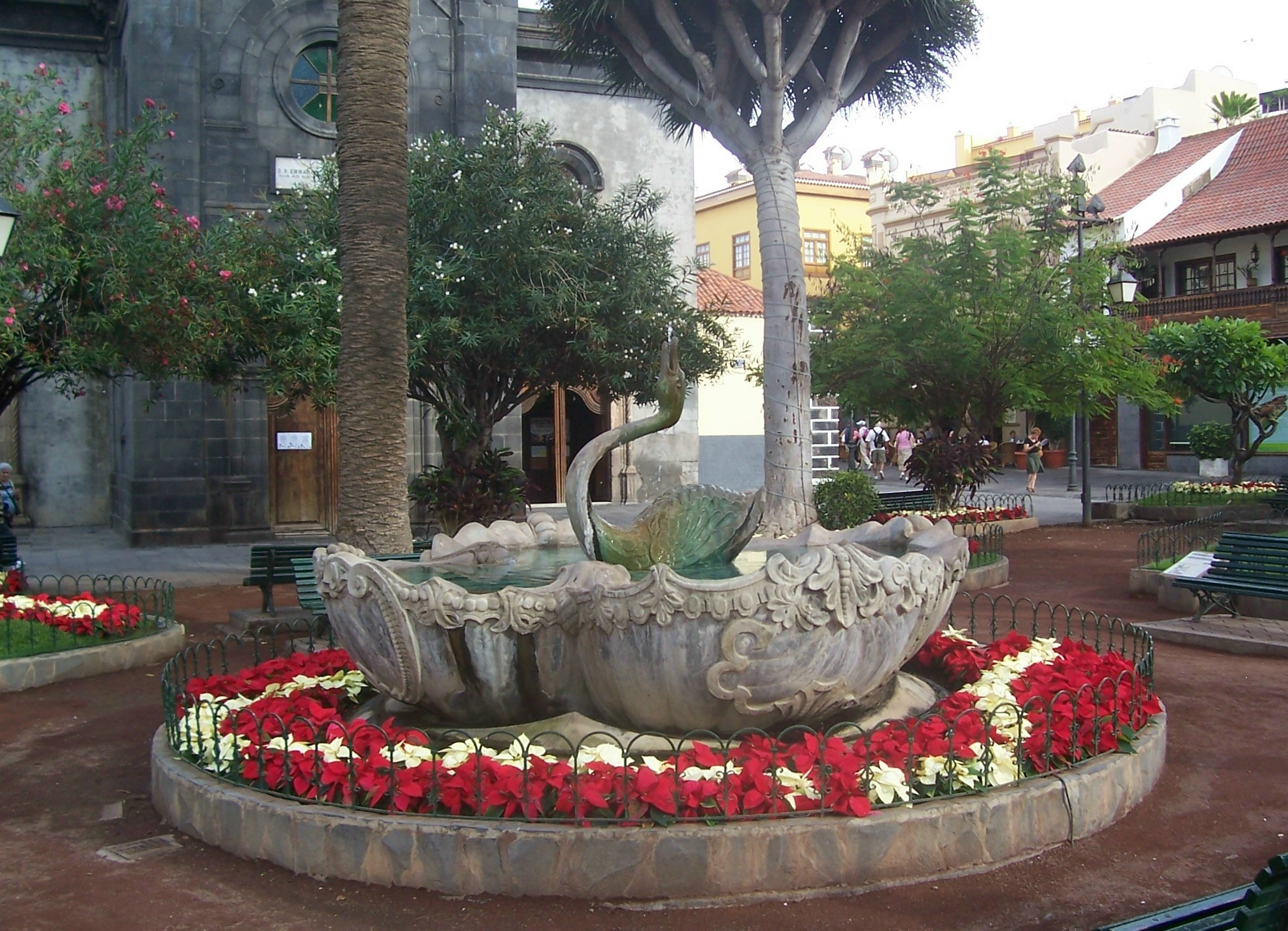
Brunnen auf der Plaza de la Iglesia

Treff- und Mittelpunkt der Stadt, vor allem unter Einheimischen, ist die Plaza del Charco (Platz der Pfütze). Die Gebäude auf der Westseite des Platzes, in denen heute Restaurants und Cafés untergebracht sind, stammen z. T. noch aus dem 17. Jahrhundert. Ihre Fassaden wurden allerdings immer wieder dem Stil der Zeit angepasst. In den Innenhöfen erkennt man noch an den Galerien die ehemals kunstvolle Ausgestaltung der Gebäude, die von Kaufleuten als Wohn- und Geschäftshäuser errichtet wurden. Das heute unter dem Namen Rincon del Puerto bekannte Gebäude war im 19. Jahrhundert ein Gasthaus, in dem sowohl der spätere Kaiser Maximilian von Mexiko als auch der spätere russische Zar Alexander III. übernachteten.

### Plaza de la Iglesia
Die Plaza de la Iglesia ist ein Platz, der bereits bei der ersten Stadtplanung im Jahr 1603 vorgesehen war. Auf der Ostseite wurde Ende des 17. Jahrhunderts die Kirche Nuestra Señora de la Peña de Francia gebaut. An der Westseite befand sich bis 1925 das Kloster der Heiligen Katarina, das seit der Desamortisation verschiedenen Zwecken diente. Heute befindet sich auf dem Grundstück eine Schule.
Die heutige Gestaltung des Platzes stammt aus der Zeit um 1900. In der Mitte des Platzes befindet sich ein Springbrunnen im Jugendstil, ebenfalls im Jahr 1900 erbaut, der die Form eines Schwanes hat, aus dessen Schnabel Wasser sprudelt.

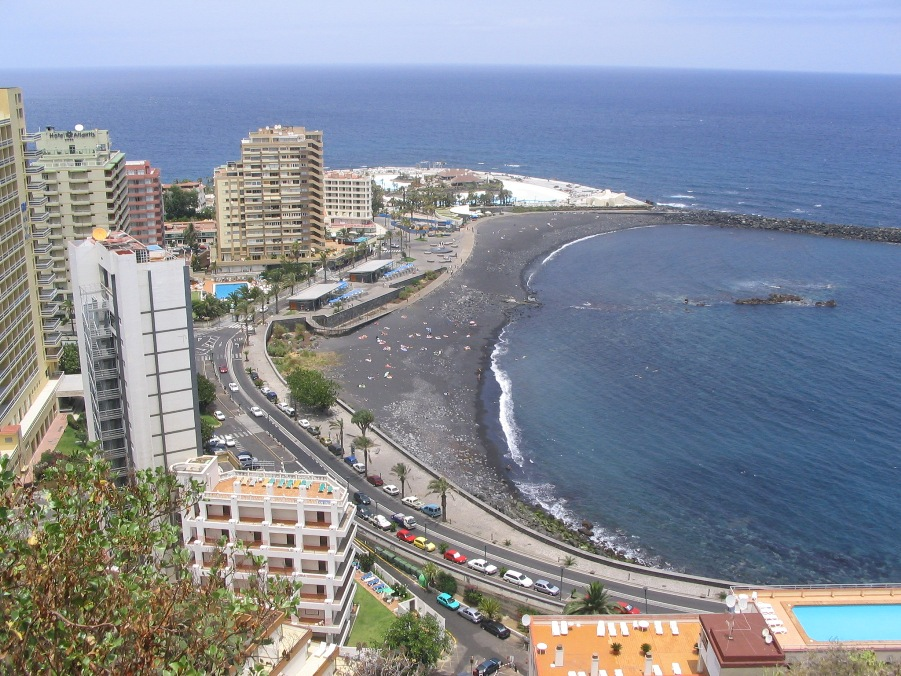
Puerto de la Cruz, Blick auf die Playa Martiánez, Lago Martiánez im Hintergrund

### Strandpromenaden
Die breite, 1961 fertiggestellte Strandpromenade Avenida Colón wurde von 2002 bis 2005 modernisiert und führt von der Playa Martiánez im Osten vorbei an vielen Hotels, Cafés, Bars, Geschäften und dem nach Entwürfen des Architekten César Manrique gestaltete Meerwasserfreibad Lago Martiánez auf der Meeresseite bis zum Paseo de San Telmo an der Playa Jardín, einer weiteren Strandpromenade.

### Playa Jardín
Der Playa Jardín („Gartenstrand“) ist ein künstlich angelegter Strand aus schwarzem Vulkansand, der in eine Parklandschaft eingebettet ist und mit künstlichen Wellenbrechern geschützt wird. Er liegt am westlichen Rand von Puerto de la Cruz, zwischen der Festung Castillo San Felipe und dem eingemeindeten Fischerdorf Punta Brava. Die Planungen für den Badestrand begannen 1986, der finale Entwurf des mit einem künstlichen Wasserfall ausgestatteten Strandes stammt vom kanarischen Architekten César Manrique. Die Eröffnung fand 1994 statt.

## Denkmalgeschützte Bauwerke

### Kirche Nuestra Señora de la Peña de Francia
Die Kapelle, die Antonio Franchi y Lutzardo 1603 errichten ließ, wurde ab 1631 als Gemeindekirche genutzt, 1648–1697 ausgebaut und im 18. Jahrhundert erweitert.

### Kirche San Francisco und Kapelle San Juan Bautista
Die Kirche San Francisco war die Kirche des im 19. Jahrhundert aufgelösten und im Jahr 1967 abgebrannten Franziskanerklosters. Die heutige vordere Seitenkapelle wurde um das Jahr 1600 als Kapelle San Juan Bautista errichtet. Die Kirche enthält einige bemerkenswerte Werke der bildenden Kunst.

### Kapelle San Telmo

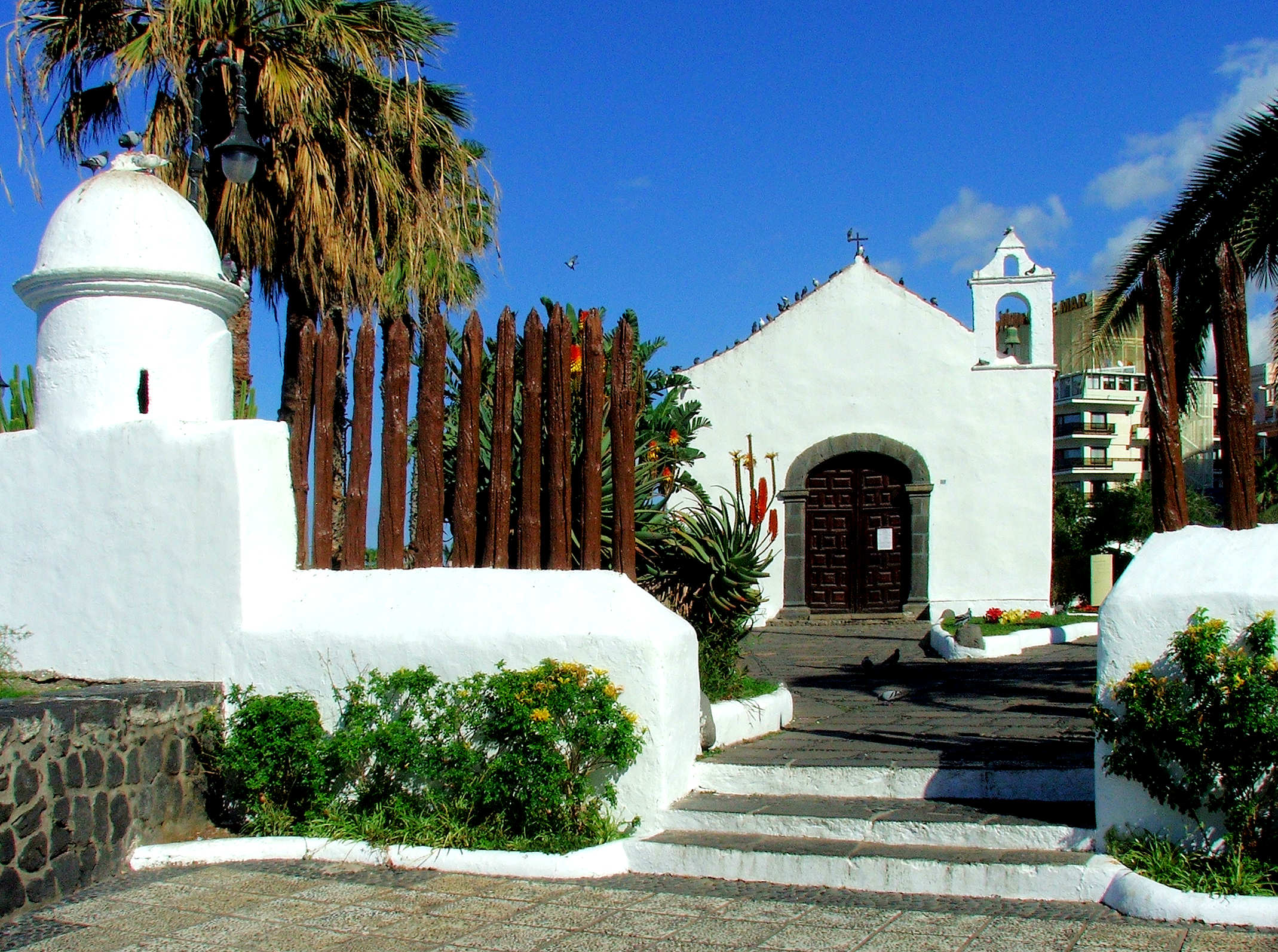
Kapelle San Telmo

Eine Vorgängerkirche der heutigen Kapelle San Telmo scheint bereits zu Beginn des 16. Jahrhunderts innerhalb der Befestigungsanlage San Telmo errichtet worden zu sein. Das heutige Gebäude geht auf eine Gründung der Seemannsgilde im Jahr 1780 zurück. Im Jahr 1826 wurde die Kirche durch eine Flut stark beschädigt. Nach einer grundlegenden Restaurierung im Jahr 1880 wurden nur noch wenige Veränderungen vorgenommen. Im Jahr 1968 wurde die Kapelle mit großer Unterstützung des Katholischen Auslandssekretariates deutschsprachiger Katholiken restauriert. Seit dieser Renovierung betreut die katholische Gemeinde Deutscher Sprache die Kapelle und feiert in dieser Kapelle gemeinsam mit Touristen und Einwohnern ihre sonn- und werktäglichen Gottesdienste. Hinter der Kirche ist noch ein rundes Gebäude erhalten, das den Eingang des unterirdischen Pulverlagers der Befestigungsanlage darstellt.

### Friedhof San Carlos
Der Friedhof wurde im Jahr 1810 angelegt. Die Friedhofskapelle stammt aus dem Jahr 1840. Auf diesem Friedhof wurde eine große Anzahl der bedeutenden Persönlichkeiten der Stadt bestattet. Viele der Familiengrabstätten dieser Persönlichkeiten werden heute noch von ihren Nachfahren genutzt. Seit einigen Jahren werden auf dem Friedhof auch nicht-katholische Verstorbene bestattet.

### La Chercha / Cementério protestante
Der englische Friedhof (churchyard) ist der älteste nicht katholische Friedhof der Neuzeit in Spanien. Er wurde zwischen 1713 (Friede von Utrecht) und 1757 offiziell angelegt. Hier wurden damals alle nicht katholischen Verstorbenen begraben. Dies galt für Protestanten ebenso wie für Juden und Konfessionslose. Muslime wurden hier allerdings offenbar nie bestattet. Auf dem Friedhof sind die Gräber vieler Personen erhalten, die für die Stadt von großer Bedeutung waren.

### El Peñón del Fraile

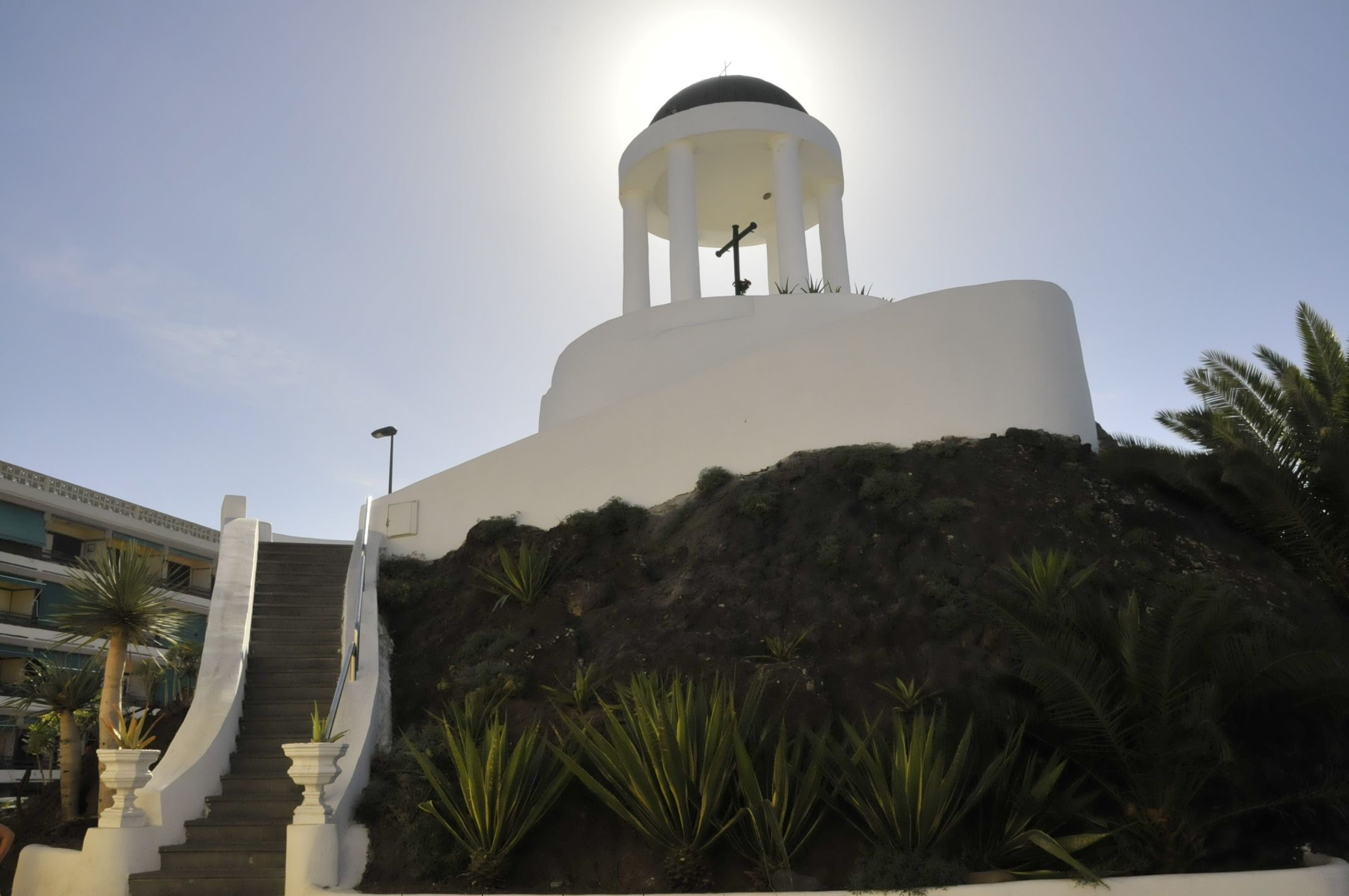
Peñón del Fraile

Der Name Peñón del Fraile geht auf den Bruder Juan de Jesús zurück, der jeden Tag auf den Felsen (Peñón) kletterte, um dort zu beten. Ende des 18. Jahrhunderts wurde im Auftrag von Luis-Carlos Lavaggi de Camilli das Tempelchen errichtet. 1814 baute man dann auf Kosten der Gemeinde die Treppenanlage.

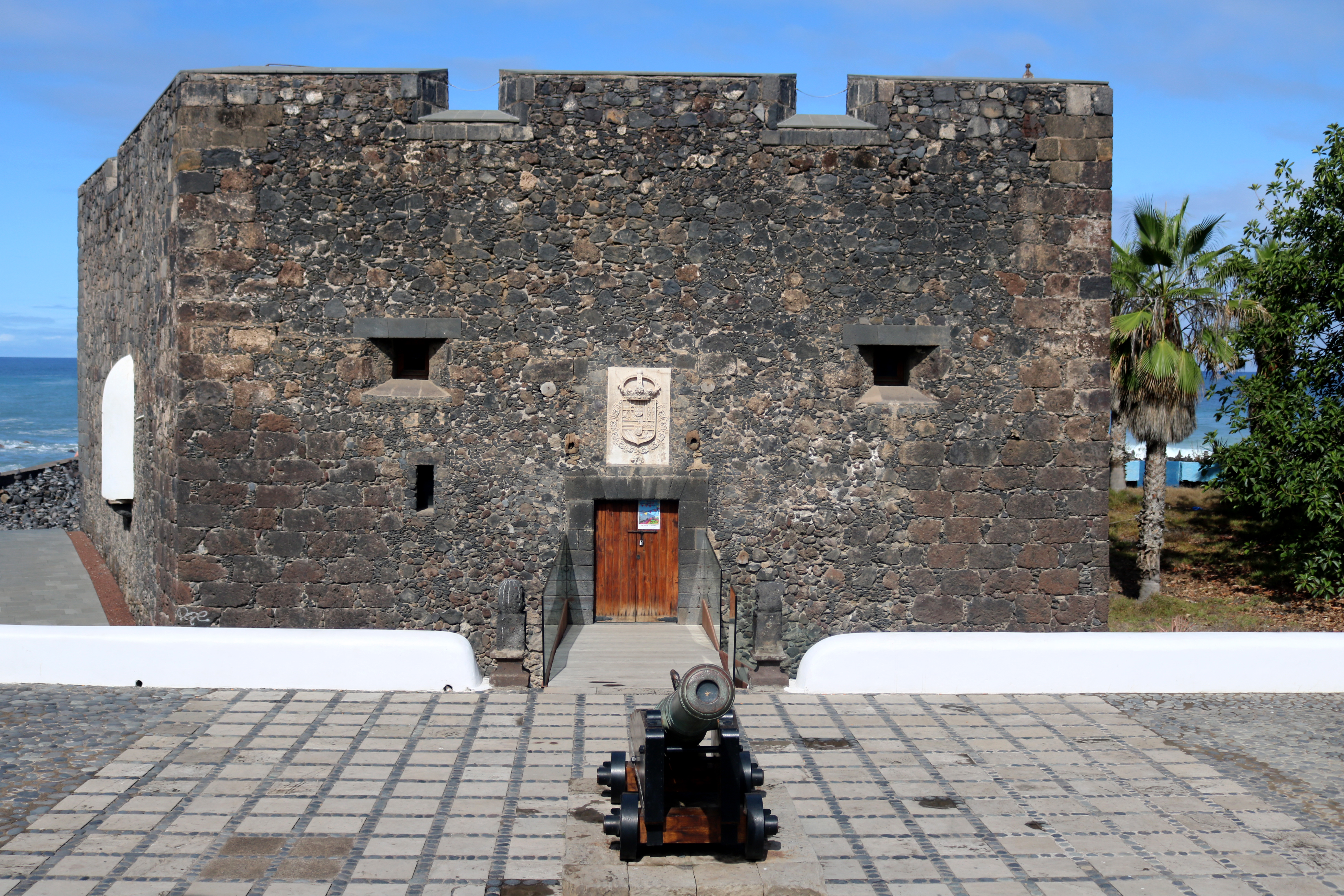
Castillo San Felipe

### Castillo San Felipe
Das Festungsbauwerk wurde zu Beginn des 17. Jahrhunderts gebaut, um die Landebucht in der Mündung des Barranco Felipe vor Piraten zu schützen. Das Pulvermagazin, etwas landeinwärts gelegen, war unterirdisch mit dem Hauptgebäude verbunden. Die Anlage war mit vier Kanonen bestückt und bot Unterkunftsmöglichkeiten für 35 Mann Besatzung. Das Castillo wurde bei einer großen Flut 1826 stark beschädigt. Es wurde Ende des 20. Jahrhunderts restauriert und dient heute kulturellen Zwecken.

### Casa Rixo (Casa Hernández)
Das Gebäude wurde im 18. Jahrhundert errichtet. Das Aussehen der Fassade, die in Richtung der Calle Blanco weist, zeigt klassische Architekturelemente. Ein Stil, der zur Zeit der Aufklärung bei der wohlhabenden Bevölkerung der Stadt beliebt war. In diesem Haus lebte Jose Agustin Alvarez Rixo (1796–1883) Bürgermeister in Puerto de La Orotava, Schriftsteller und Historiker.

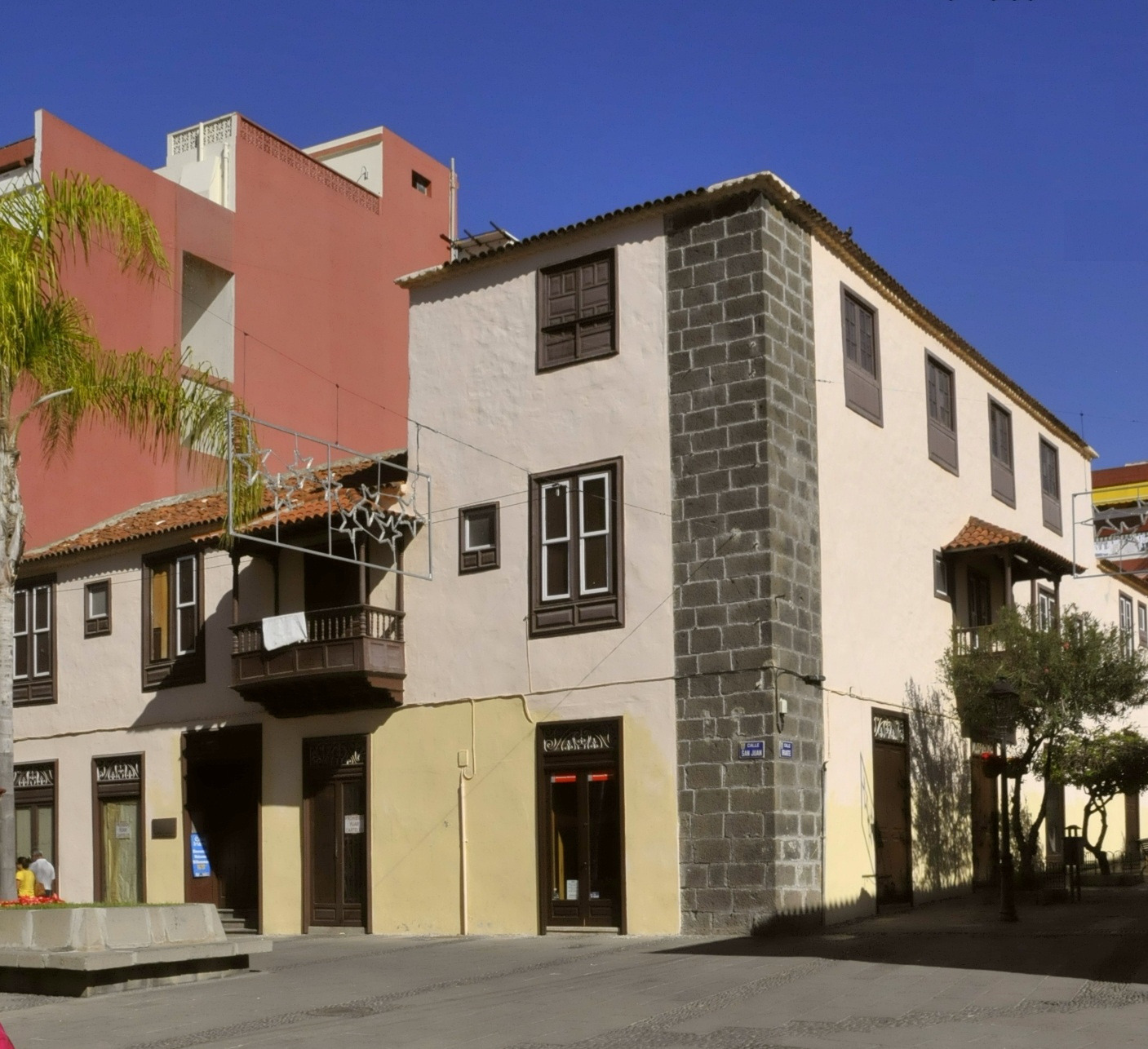
Casa Iriarte (2012)

### Casa Iriarte
Das Gebäude ist ein Beispiel für ein Wohn- und Geschäftshaus des späten 17. Jahrhunderts. Die Fassaden zur Calle San Juan und zur Calle Iriarte haben für die Kanarischen Inseln typische Balkone. In diesem Gebäude wurde Juan de Iriarte y Cisneros sowie auch seine Neffen Bernardo de Iriarte y Nieves Ravelo, Domingo de Iriarte y Nieves Ravelo und Tomás de Iriarte y Nieves Ravelo geboren.

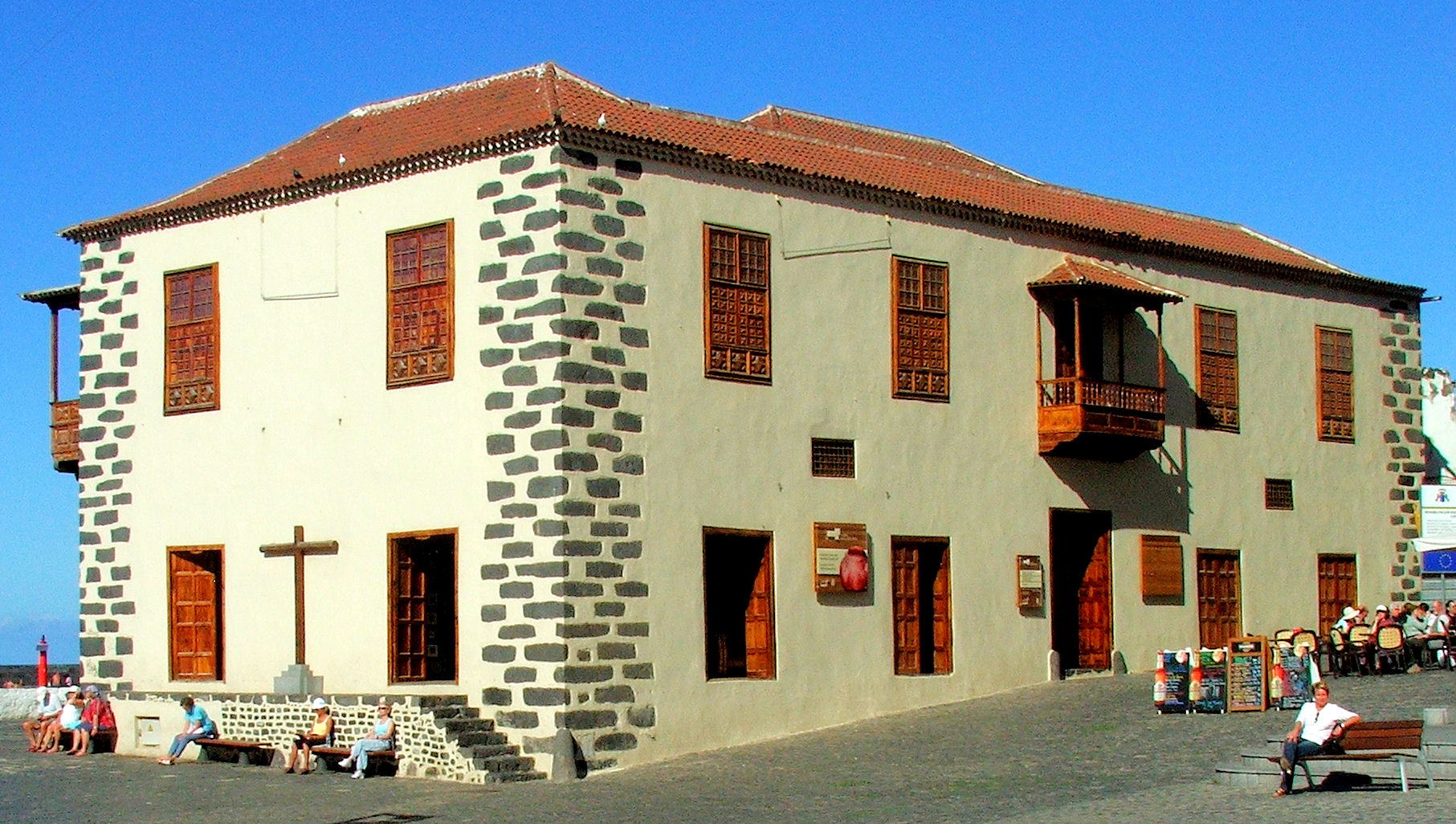
Königliches Zollhaus

### Casa de la Real Aduana
Bis zum Anfang des 19. Jahrhunderts diente die Casa de la Real Aduana als Wohn- und Dienstgebäude der Zollverwalter.
Das Gebäude ließ Antonio Luzardo de Franchi im frühen 17. Jahrhundert errichten.
Seit 2007 ist das Museo de Arte Contemporáneo Eduardo Westerdahl (Museum für Zeitgenössische Kunst Eduardo Westerdahl) des Instituto de Estudios Hispánicos de Canarias, eine der bedeutendsten Sammlungen internationaler Bildender Kunst der Epoche der 1920er Jahre bis heute, im 1. Obergeschoss der Casa de la Real Aduana untergebracht. Im Erdgeschoss befinden sich das Tourismusinformationsbüro der Stadt und eine Verkaufsstelle für lokales Kunsthandwerk.

### Casa Miranda
Das Gebäude wurde im Jahr 1730 als Wohn- und Geschäftshaus gebaut. Es ist ein hervorragendes Beispiel für die kanarische Architektur. Besonders hervorzuheben ist der doppelte Balkon auf der Seeseite. Das Haus gehörte dem Vater des Francisco de Miranda, einem Vorkämpfer der Unabhängigkeit Venezuelas. In den 1960er-Jahren kaufte Austin Baillon, der Direktor von Shell International dieses Haus und das Zollhaus und bewahrte die Häuser vor dem Abriss. Heute dient das Gebäude als Restaurant.

### Das Museum für Archäologie
In dem Haus aus dem frühen 19. Jahrhundert wurde im Jahr 1991 ein Museum für vorspanische Geschichte eingerichtet. Dieses Museum vereinigt verschiedene Sammlungen, die einen guten Überblick über die Fundstücke aus der Geschichte Teneriffas vor der Zeit der Spanier vermitteln.

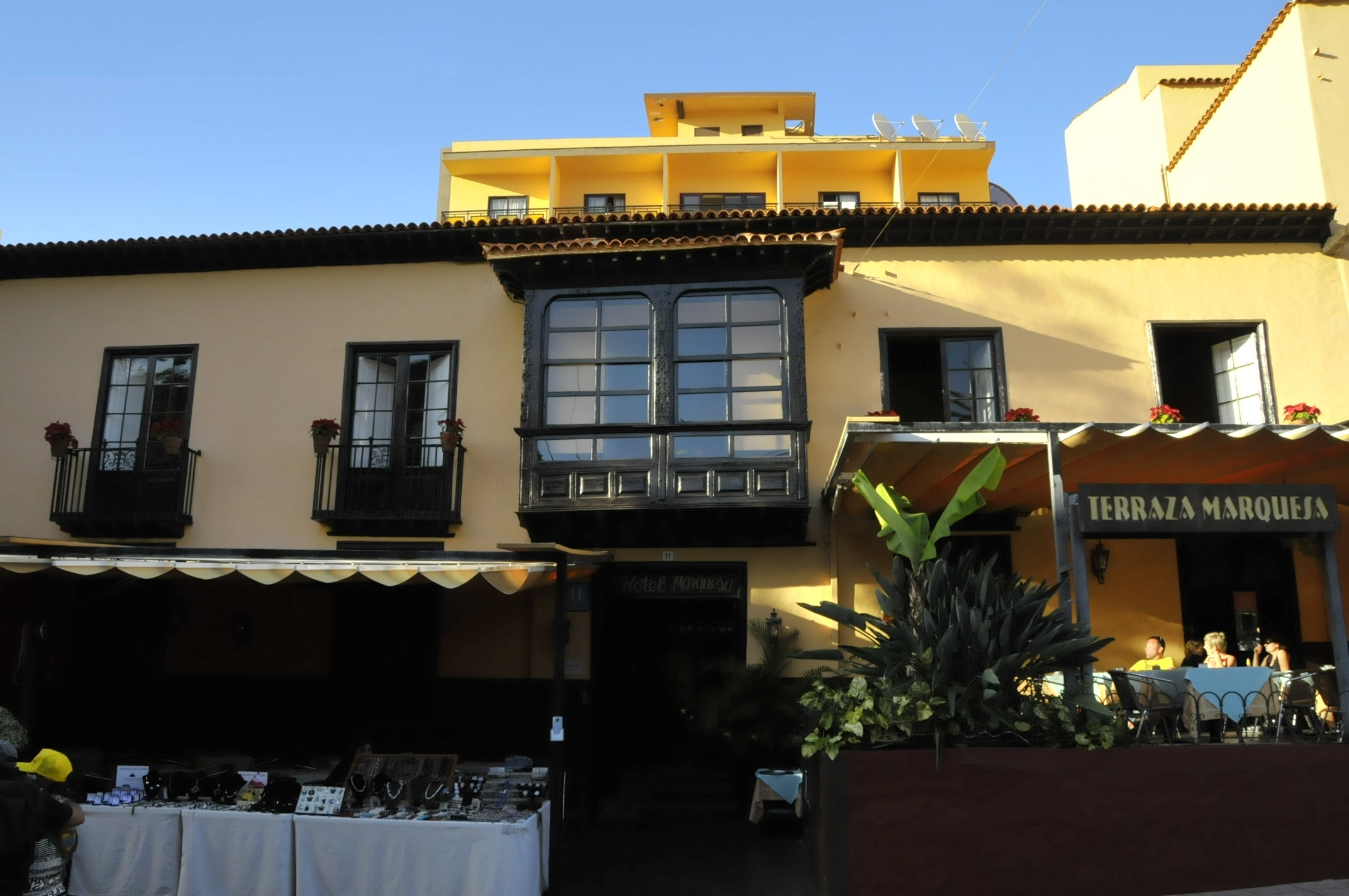
Hotel Marquesa

### Hotel Marquesa
Im Jahr 1712 ließ Nicolás Valois das Gebäude in der Nähe der Kirche errichten. Der Name des Hotels geht auf die Marquesa de Candia zurück, die früher hier ihren Wohnsitz hatte. Das Haus wurde im Jahr 1887 zum Hotel umgebaut und 1964 grundlegend renoviert. Während seines Aufenthaltes auf Teneriffa wohnte Alexander von Humboldt hier als Gast des damaligen Eigentümers Bernardo Cólogan y Fallon.

### Hotel Monopol
Das Ursprungsgebäude wurde im Jahr 1742 errichtet. Seit dem Jahr 1888 wird es als Hotel, seit 1905 unter dem Namen Monopol, genutzt. Im Jahr 1960 wurde das Haus im Stil des Neo-Canario erweitert. In dem Gebäude wurde der Ingenieur Agustin de Betancourt y Molina geboren. Er war der erste Direktor der Schule für Tiefbau in Madrid und erreichte den Rang des Generals im russischen Heer zur Zeit des Zaren Alexander I.

### Casa Rahn

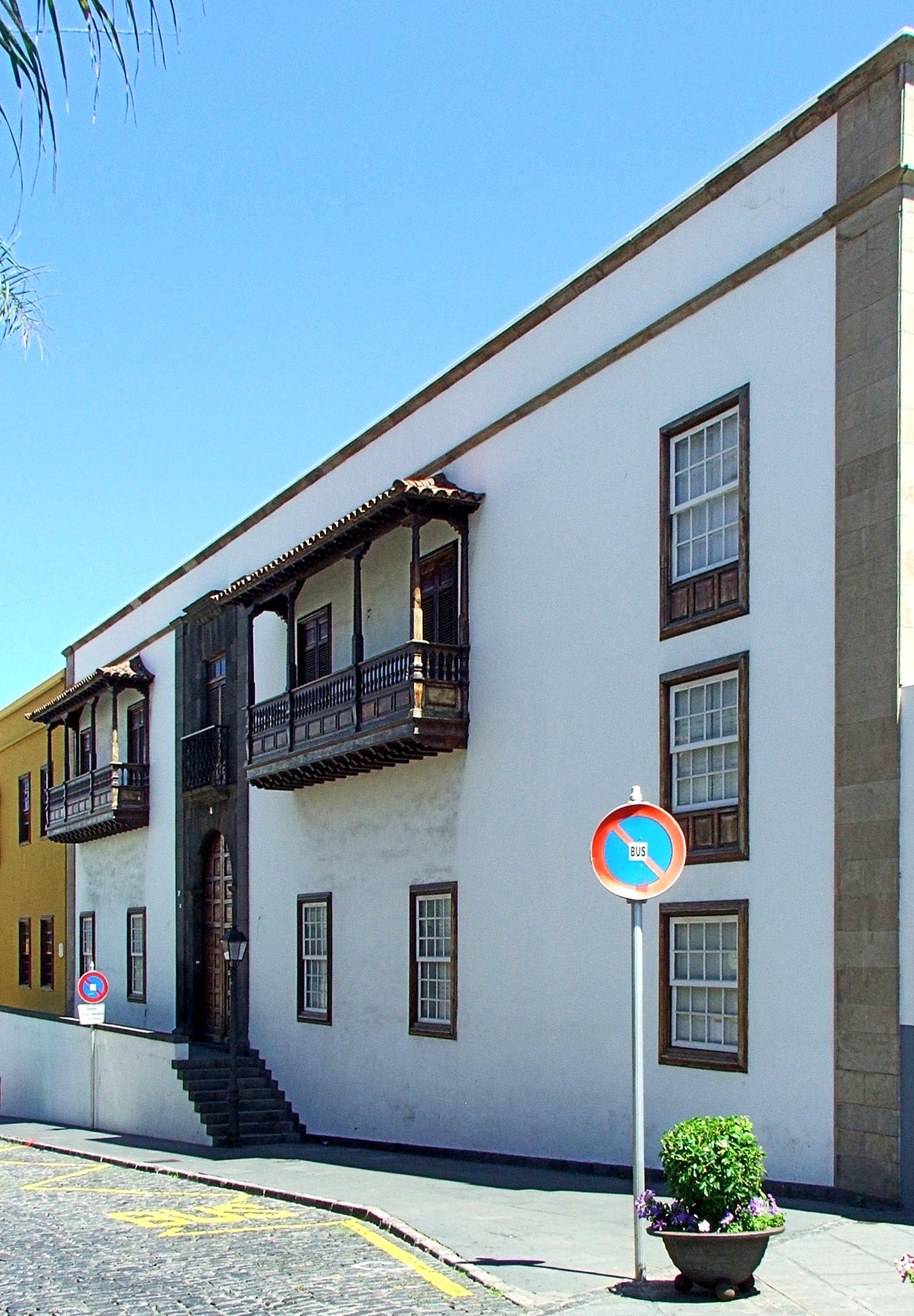
Casa Rahn

Das Gebäude wurde Ende des 18. Jahrhunderts auf dem Grundstück des ehemaligen Dominikanerklosters Kapelle und Krankenhaus des Heiligen Pedro González Telmo erbaut. Das Kloster war 1778 abgebrannt. Die Fassade wurde im Jahr 1781 von José Bethencourt y Castro der alten Klosterfassade nachempfunden.
Nach der Desamortisation kaufte der Händler Luis Rodríguez das Haus. Hier wurde sein Sohn Luis Rodríguez Figueroa geboren. Der bekannte Schriftsteller und republikanische Abgeordnete wurde 1936 ermordet.

### Casa Reimers
Das Haus wurde nach 1741 von Diego Little, einem aus Irland stammenden Kaufmann, als Wohn- und Geschäftshaus errichtet. Der heutige Name des Gebäudes geht auf seine letzten Besitzer, die Familie Reimers, zurück.

### Casa Hermanos de la Cruz Blanca
Das Haus gehörte früher der aus Schottland stammenden Familie Pasley, die in der Mitte des 18. Jahrhunderts das bedeutendste Handelsunternehmen der Kanaren führte. Später wurde das Haus von der Familie Reid übernommen deren Mitglieder auch als Britische Konsuln eine große Bedeutung hatten. Von 1936 bis 1974 war in dem Gebäude das Colegio de la Pureza de Maria untergebracht. Heute beherbergt das Haus die Hermanos de la Cruz Blanca.

### Casa und Torre Ventoso

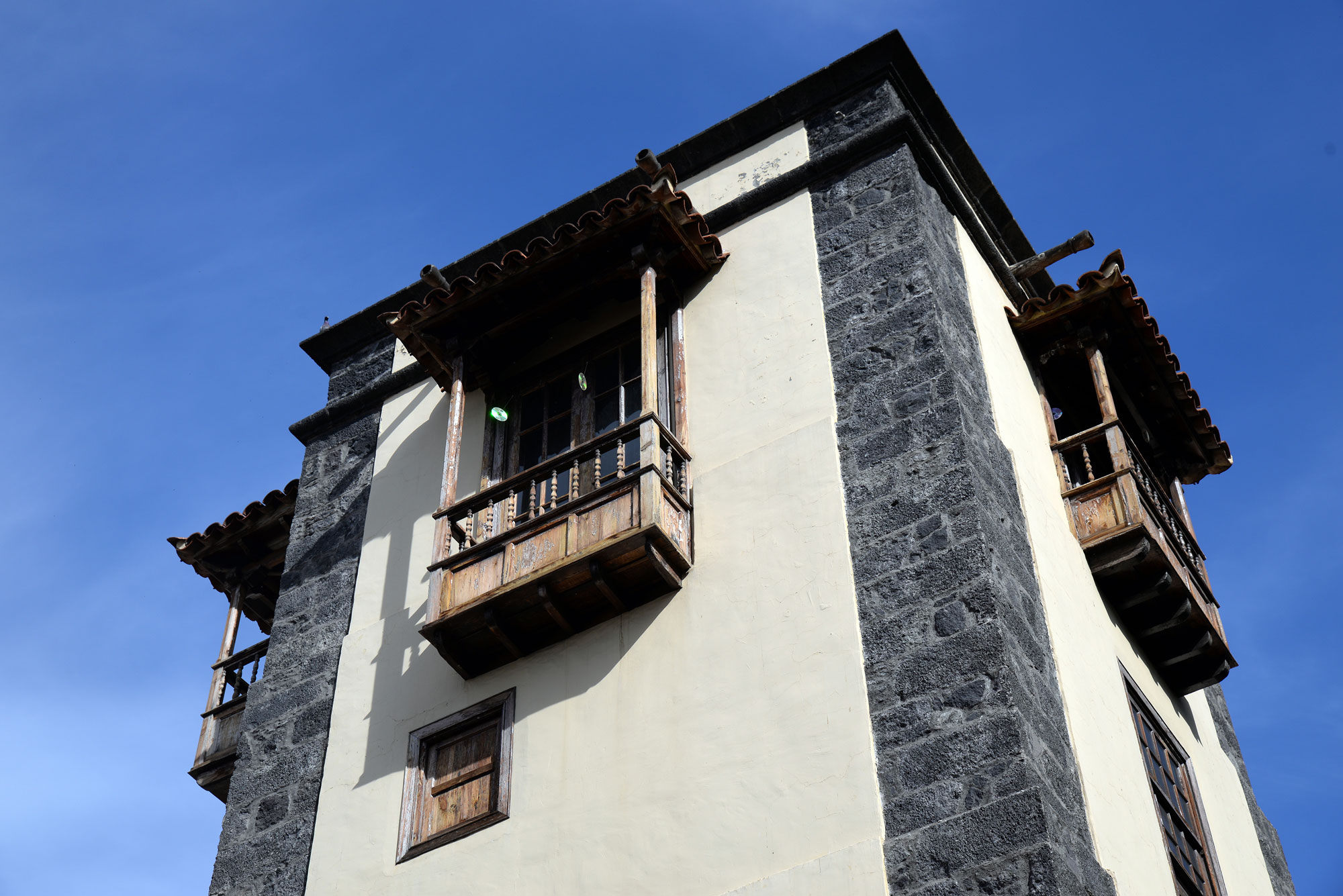
Torre Ventoso

Das Wohn- und Geschäftsgebäude wurde in der Mitte des 18. Jahrhunderts im Auftrag der Familie Lynch gebaut. Später ließ die Familie White (Blanco) den Turm errichten. Ende des 19. Jahrhunderts lebten Victoria Ventoso y Cullen (1827–1910), eine Dichterin und ihr Ehemann Dr. Víctor Pérez (1827–1892), Arzt und Förderer des Tourismus hier. In der Mitte des 20. Jahrhunderts wurden die Gebäude renoviert. Zuletzt diente das Haus als Schule (Colegio San Agustin).

### Casa Sol
In diesem Haus aus der zweiten Hälfte des 18. Jahrhunderts, das zu jener Zeit Bernardo Ascanio y Molina gehörte, soll der englische Schreiner Jackson zu Beginn des Jahres 1814 das erste Hotel in Puerto betrieben haben.

### Lago de la Costa de Martiánez

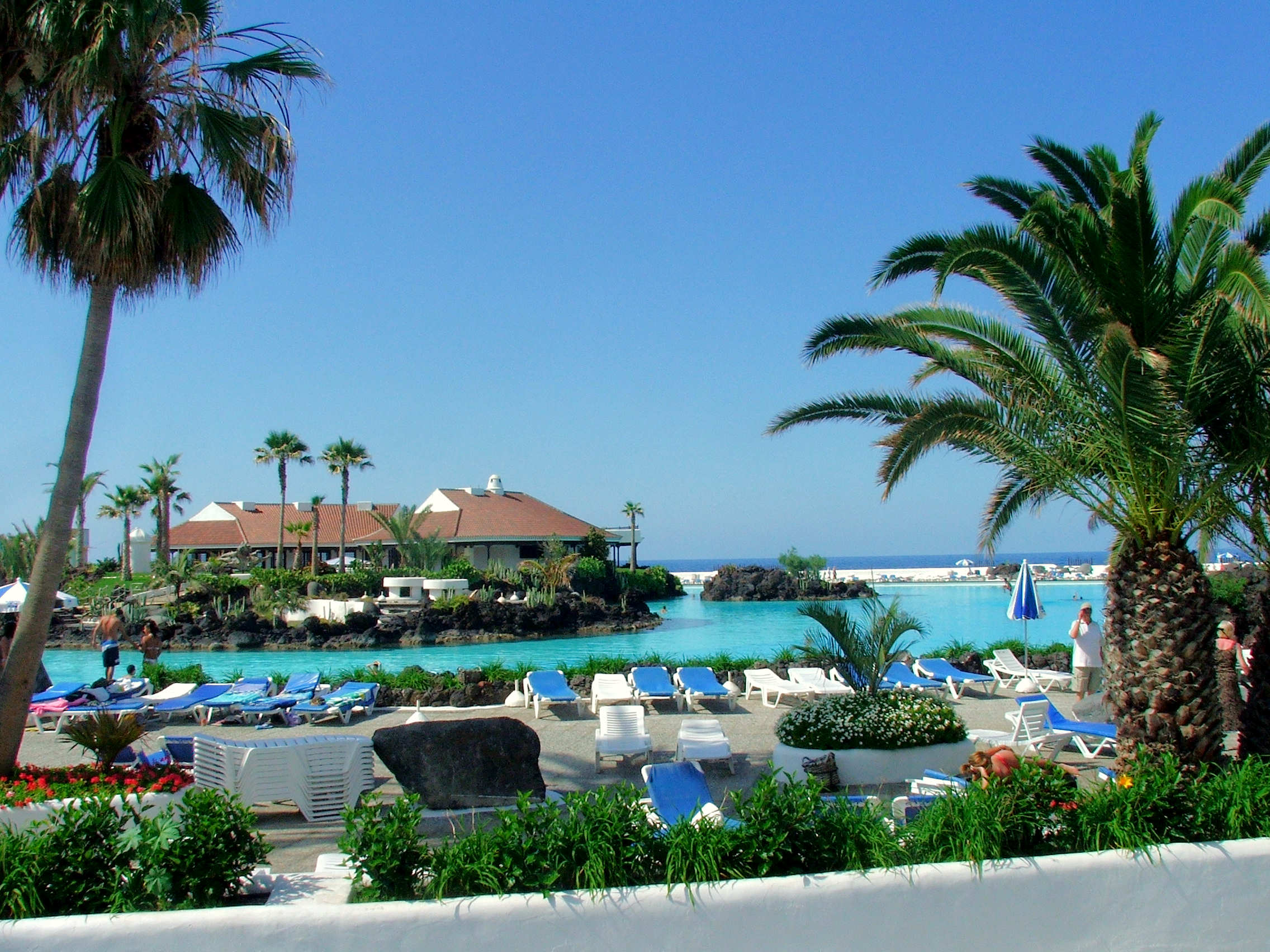
Lago Martiánez

Die unter Denkmalschutz stehende Anlage aus den frühen 1970er-Jahren besteht grundsätzlich aus drei Teilen: Den ersten Teil bilden die im Westen liegenden aus drei Schwimmbecken und einer Restaurantterrasse bestehenden Bäder von San Telmo. In diesem Bereich der Anlage überwiegen eckige Grundrisse. Den zweiten Bereich bildet eine Gruppe von drei Schwimmbecken. Hier wird der Einfluss des Landschaftsgestalters César Manrique an den Formen, den weißen Flächen und der Einbeziehung der Pflanzen erkennbar. Im Osten befindet sich der dritte Bereich, der El Lago (der See) genannt wird. Auf einer großen Wasserfläche sind verschiedene Inseln und Halbinseln angeordnet. Innerhalb der Anlage stehen verschiedene Skulpturen, die einen Teil des Gesamtwerkes bilden. Der Architekt und Künstler setzt natürliche Elemente wie Lavasteine ein und auch der Betrieb des Bades entspricht diesem Konzept, indem sich das Wasser der Becken aus dem umgebenden Meer speist. Es handelt sich beim Schwimmbad Lago Martiánez um das größte Meerwasserschwimmbecken der Europäischen Union.

### Park und Hotel Taoro
Das Grand Hotel Taoro wurde von dem französischen Architekten Adolph Coquet (1841–1907) entworfen. Im Dezember 1890 war der Zentralbau fertiggestellt, die Seitenflügel drei Jahre später. Das Hotel hatte damals 217 Zimmer mit dem höchsten damals vorstellbaren Luxus. Das auffälligste Merkmal war der Garten. Es wurden etwa 12 000 Bäume neu angepflanzt. Der Innenhof war im französischen Stil gehalten. Der restliche Teil war als Englischer Garten angelegt. Im Jahr 1929 zerstörte ein Feuer den Westflügel und einen großen Teil des Zentralbaus. In dem erhaltenen Teil wurde das Hotel erneut eröffnet. Nach dem Wiederaufbau wurde im Jahr 1979 die Spielbank eröffnet, die sich seit 2006 in der Anlage des Lago Martíanez befindet. Das Hotel wird seit einiger Zeit renoviert und soll im Jahre 2025 als Luxushotel wiedereröffnet werden.
Der Park erstreckt sich weit über die nähere Umgebung des Grand-Hotels hinaus und beinhaltet neben verschiedenen anderen Hotels die Gebäude der comunidad británica.

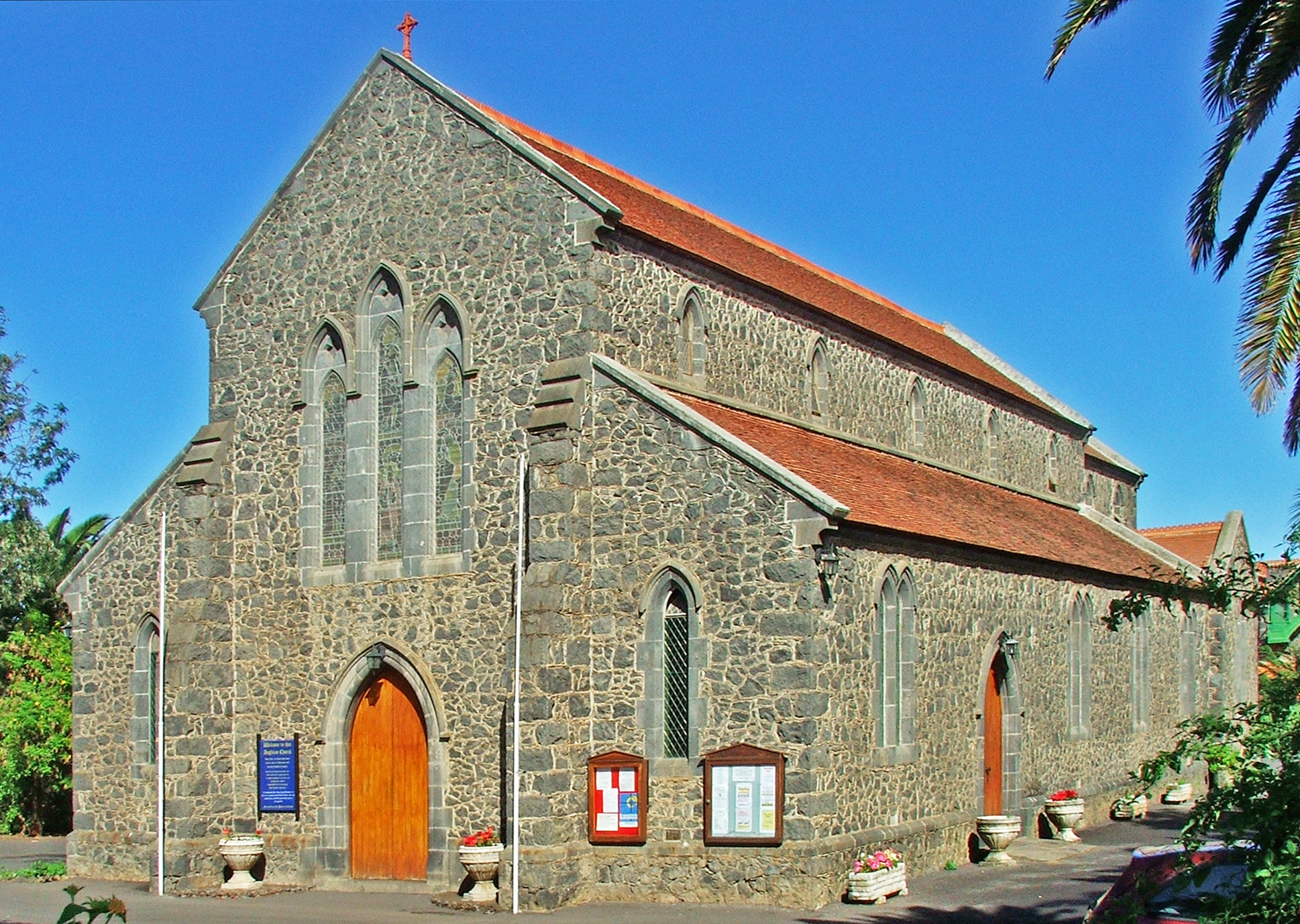
Englische Kirche in Puerto de la Cruz

### Englische Kirche
Die All-Saints-Anglican Church wurde ab 1890 nach Plänen Walter I. Woods errichtet. Sie war als nicht katholische Kirche zur Verwendung durch die Gemeinde der Englischen Highchurch geplant. Das Gebäude sowie das dahinterliegende Gemeindehaus mit der Wohnung des Anglikanischen Pastors werden heute auch von der Deutschen Evangelischen Kirchengemeinde Teneriffa-Nord zu Gottesdienstzwecken und als Gemeindezentrum benutzt.

### The British Library
Die britische Bücherei wurde 1903 nach Plänen eines Mr. Bovil erbaut. In dem Gebäude befindet sich die mit ca. 15.000 Bänden vermutlich größte private englische Leihbibliothek.

### Casa San Fernando
Das Gebäude und die Gärten von San Fernando (früher El Robado genannt) sind ein typisches Beispiel für die Architektur der britischen Einwohner, die sich im späten 19. Jahrhundert in Puerto de la Cruz niederließen. Das Anwesen ist zurzeit (2008) in einem sehr schlechten Zustand.

### Kapelle und Herrenhaus San Antonio
Die Kapelle des San Antonio de Padua hatte zu Beginn des 18. Jahrhunderts Antonio José Borges Témudo und seine Ehefrau María Perera y Guervalán errichten lassen. Die Gebrüder Nicolás y Cristóbal Blanco (White) ließen das angrenzende Wohngebäude im Jahr 1777 umbauen. Die Glocke wurde im Jahr 1818 gegossen. Die Kapelle enthält einige interessante Arbeiten lokaler Künstler des 18. und 19. Jahrhunderts. Der zu seiner Zeit in Puerto sehr verehrte schottische Arzt James Ingram (1869–1933) lebte zeitweilig in dem Gebäude. Das Anwesen ist zurzeit (2008) in einem sehr schlechten Zustand.

### Sitio Litre

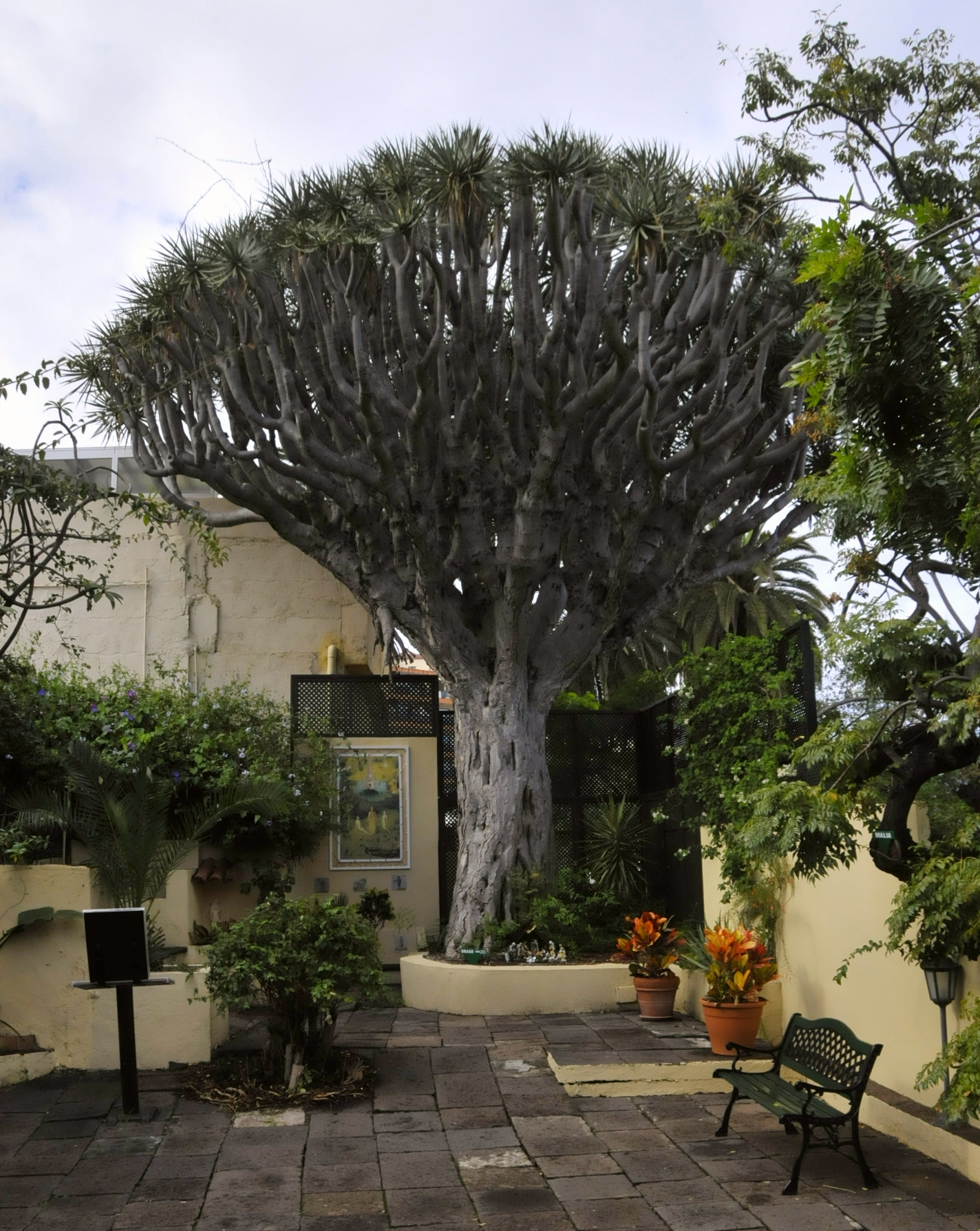
Drachenbaum im Sitio Litre

Das Haus Sitio Litre wurde um 1730 vermutlich als Kloster errichtet. 1774 erwarb der Engländer Archibald Little das Haus und ein Stück Land, das er in einen der ersten Gärten mit Rasen verwandelte. Zu diesem gehören eine bedeutende Orchideensammlung sowie der größte und älteste Drachenbaum in Puerto Cruz. Zahlreiche berühmte Persönlichkeiten waren zu Gast in diesem Haus, zum Beispiel Alexander von Humboldt am 23. Juni 1799, William Wilde, der Vater Oscar Wildes und Marianne North, Botanikerin und Malerin (1875), von der viele hier im Garten gemalte Bilder im Londoner Museum Kew Gardens zu finden sind. Die Schriftstellerin Agatha Christie hielt sich 1927 mit ihrer Tochter Rosalind im Sitio Litre auf und ließ den 1929 erstmals erschienenen Kurzkrimi Der Mann im Meer in Puerto de la Cruz spielen (s. Casa de la Paz). Das Anwesen ist in Privatbesitz, der Garten jedoch gegen Eintrittsgeld der Öffentlichkeit zugänglich.

### Kapelle San Amaro

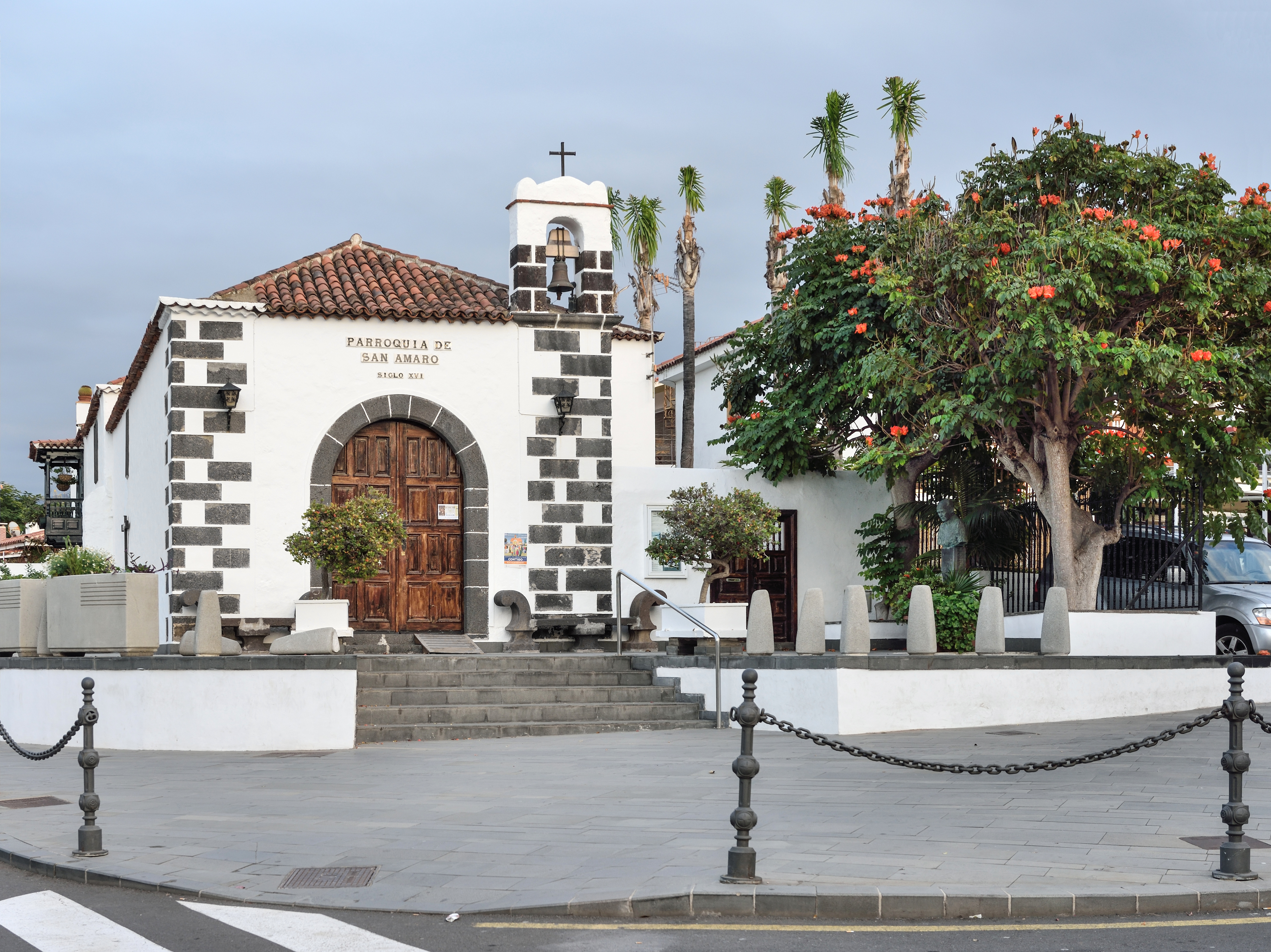
Kapelle San Amaro

Juan de Mesa y Lugo, Hauptmann und Mitglied der Inselregierung gründete diese Kirche im Jahr 1591. Sie ist damit das älteste Gotteshaus in Puerto de la Cruz. Lope de Mesa y Llarena, der Urenkel des Gründers, spendete hundert Jahre später das Standbild Nuestra Señora de la Paz. Im Jahr 1713, als das Gebäude vom Einsturz bedroht war, entschieden sich die Verwalter, es Bernardo Valois zu überschreiben, der damit verbunden die ständige Nutznießung über die der Kapelle zugehörigen Grundstücke erhielt, wobei er allerdings dazu verpflichtet war, sie wieder zu restaurieren. Im 19. Jahrhundert ließ Tomás Fidel Cólogan y Bobadilla Marqués de Candia, Schutzherr der Kapelle in den 1930er Jahren, das Gotteshaus erweitern und erneuern, wobei es sein heutiges Aussehen erhielt. Seit dem Jahr 1967 wird die Kirche als Gemeindekirche genutzt.

### Casa de la Paz
Das Haus wurde im Jahr 1703 von dem irischen Kaufmann Bernardo Valois (Bernhard Welsh) erworben. Es wurde von verschiedenen Naturwissenschaftlern sehr gerühmt, die sich hier aufhielten. Es spielt eine Rolle in der Kurzgeschichte Der Mann im Meer aus der Geschichtensammlung Der seltsame Mister Quin von Agatha Christie, die sie bei ihrem Aufenthalt in Puerto de la Cruz schrieb. Der Denkmalschutz bezieht sich nicht nur auf das Gebäude selbst, sondern auch auf die Zypressenallee, die vom Haus zum Abhang auf die Küste führt. Adresse: 12 Calle Leopoldo Cologan Zulueta.

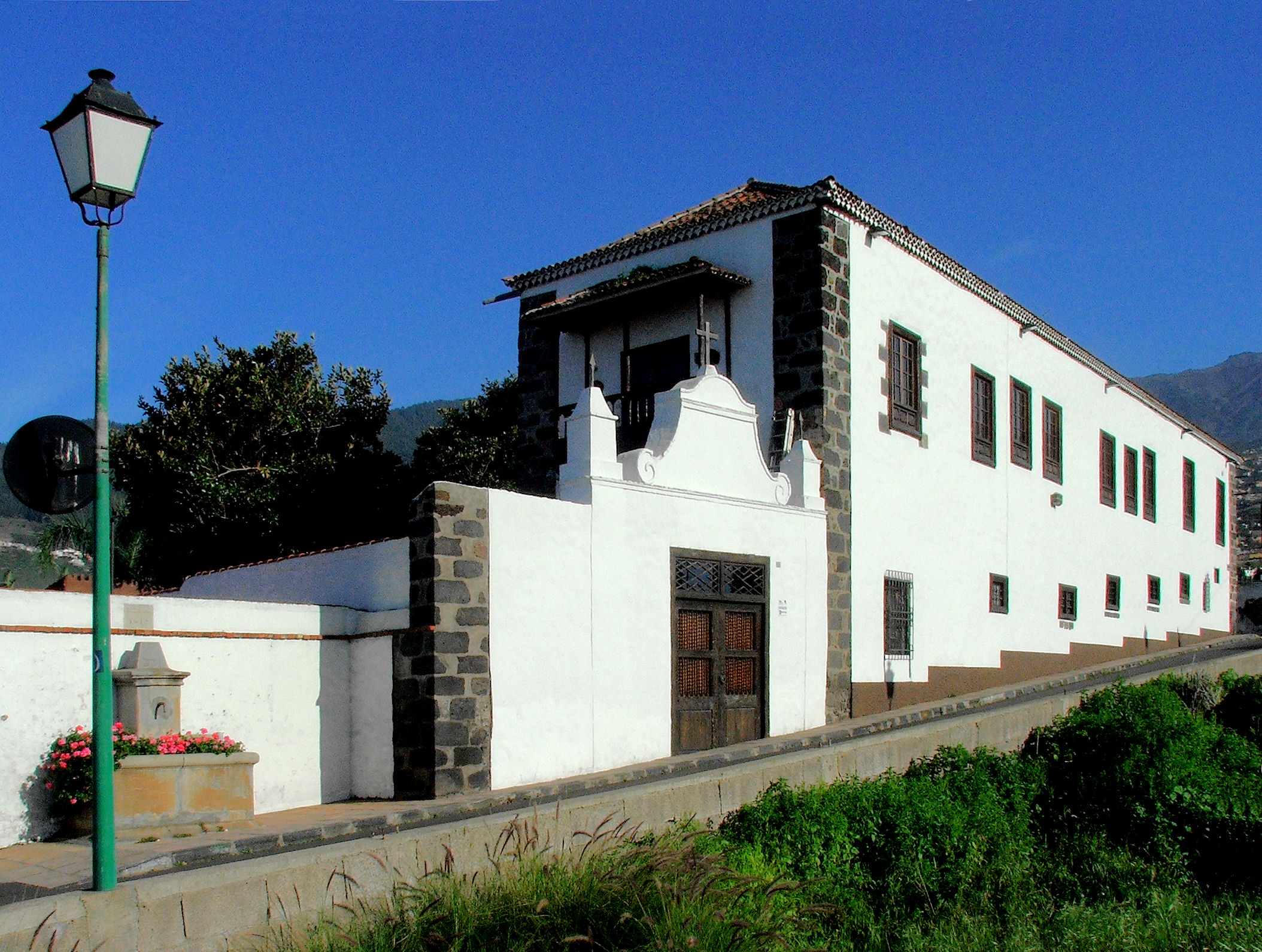
Casa Grande im Stadtteil El Durazno

### Hazienda El Durazno / Casa Grande
Die Casa Grande im Stadtteil El Durazno gilt als Musterbeispiel für die ländliche Architektur der Kanaren, besonders der großen Landgüter. Dieses Haus war das Exil, in das sich Don Domingo José de Herrera y Llarena (1714–1766), XI. Conde de La Gomera und VI. Marqués de Adeje, im Jahr 1765 zurückzog, nachdem König Philipp V. sein Gesuch, ihn als „Grande de España“ anzuerkennen, abgelehnt hatte.